# 池上駅
池上駅（いけがみえき）は、東京都大田区池上六丁目にある、東急電鉄池上線の駅である。駅番号はIK13。

## 歴史

### 年表
- 1922年（大正11年）10月6日：池上電気鉄道蒲田駅 - 当駅間開通時に終着駅として開設。当時は主に池上本門寺への参拝客のための鉄道として運営していた。
- （時期不明）蒲田方の急曲線緩和と駅前広場拡張を目的に線路が移設され、当駅も若干移転[1]。開業当初は車両基地も併設されていたが[1]、1923年（大正12年）5月に雪ヶ谷駅（現・雪が谷大塚駅）まで延伸した際、車両基地も調布大塚駅（→雪ヶ谷駅と統合・移転して現在は雪が谷大塚駅）へ移転した[2]。
- 2018年（平成30年）3月6日：仮駅舎へ移行。
- 2020年（令和2年）7月19日：橋上駅舎使用開始[3][4]。同時に構内踏切廃止[3][4]。
- 2021年（令和3年）3月30日：商業施設「etomo池上」開業[5][6]。

### 駅名の由来
駅名は仏教日蓮宗の本山である「池上本門寺」に因んで付けられたもの。
「池上」は元の地名は「池亀」であった。かつてこの一帯は湿地帯で池が多く、この池に亀が多く住んでいたことが由来であるが、その後今の「池上」へ改められた。地名の由来は洗足池（千束池）が本門寺麓まであり、その周辺の村であったから、または蓮沼（池）の上部に位置する地域から「池上」と名付けられたとする地形説と、鎌倉時代の当地の領主・池上右衛門太夫宗仲の姓から付けられたとする姓氏説がある。

## 駅構造
相対式ホーム2面2線を有する地上駅。駅ビル「etomo（エトモ）池上」を併設した橋上駅舎を備え、改札は2Fにある。
出入口は北口・南口・東口の3か所で、エレベーター・エスカレーター。階段が設置されている。このうち北口・東口側のエレベーターは駅ビルと併用している。
2020年（令和2年）7月18日まで使用されていた駅舎は、蒲田方面ホーム側に立地しており、五反田方面ホームへは構内踏切を経由する必要があった。
東急が進める「木になる駅」プロジェクトの対象となり、駅ビルのエトモ池上開業に合わせ改修が行われ、壁面などに木材を使用するリニューアル化が図られた。駅ビルは5階建てで、スーパー等の商業施設の他、4Fには大田区立池上図書館、5Fには池上総合病院付属クリニックが入居している。
現駅舎となってから、池上本門寺のお会式で毎年10月12日夜に行なわれる万灯練供養を実施している時は出口専用臨時改札が使用される。

### のりば
| 番線 | 路線   | 方向 | 行先                           |
| ---- | ------ | ---- | ------------------------------ |
| 1    | 池上線 | 下り | 蒲田方面                       |
| 2    | 池上線 | 上り | 雪が谷大塚・旗の台・五反田方面 |

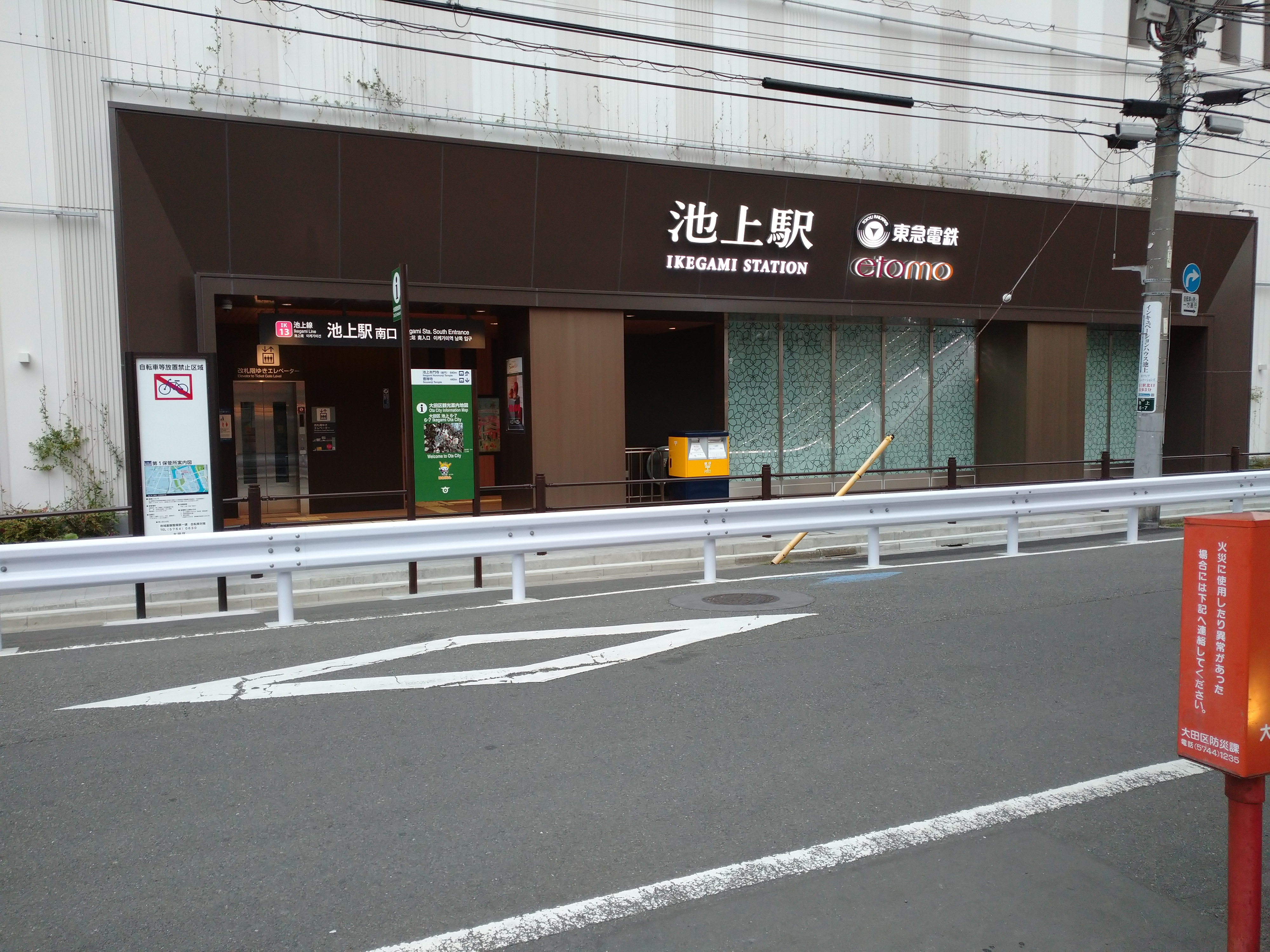
南口（2021年4月）
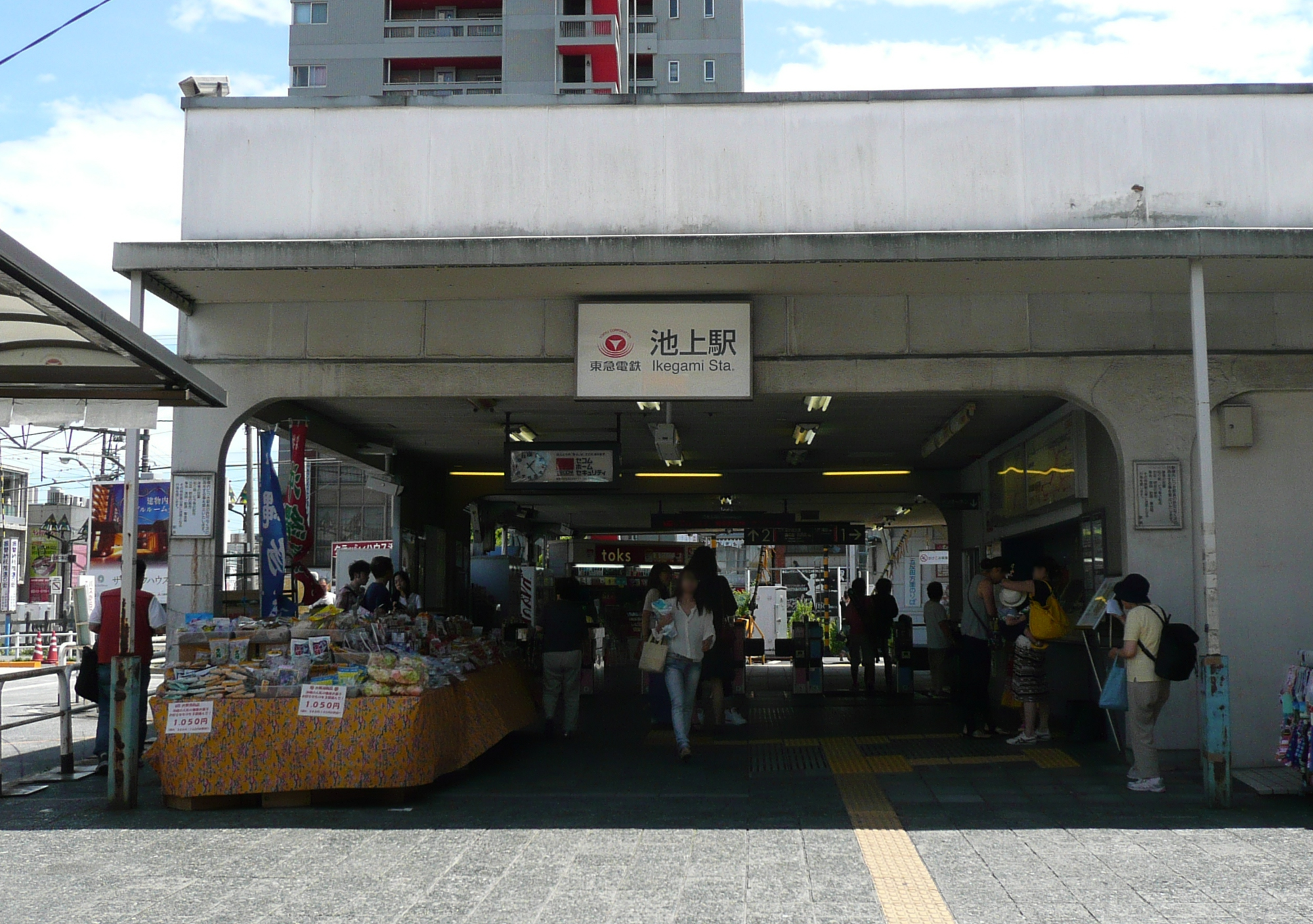
旧駅舎（2012年7月）
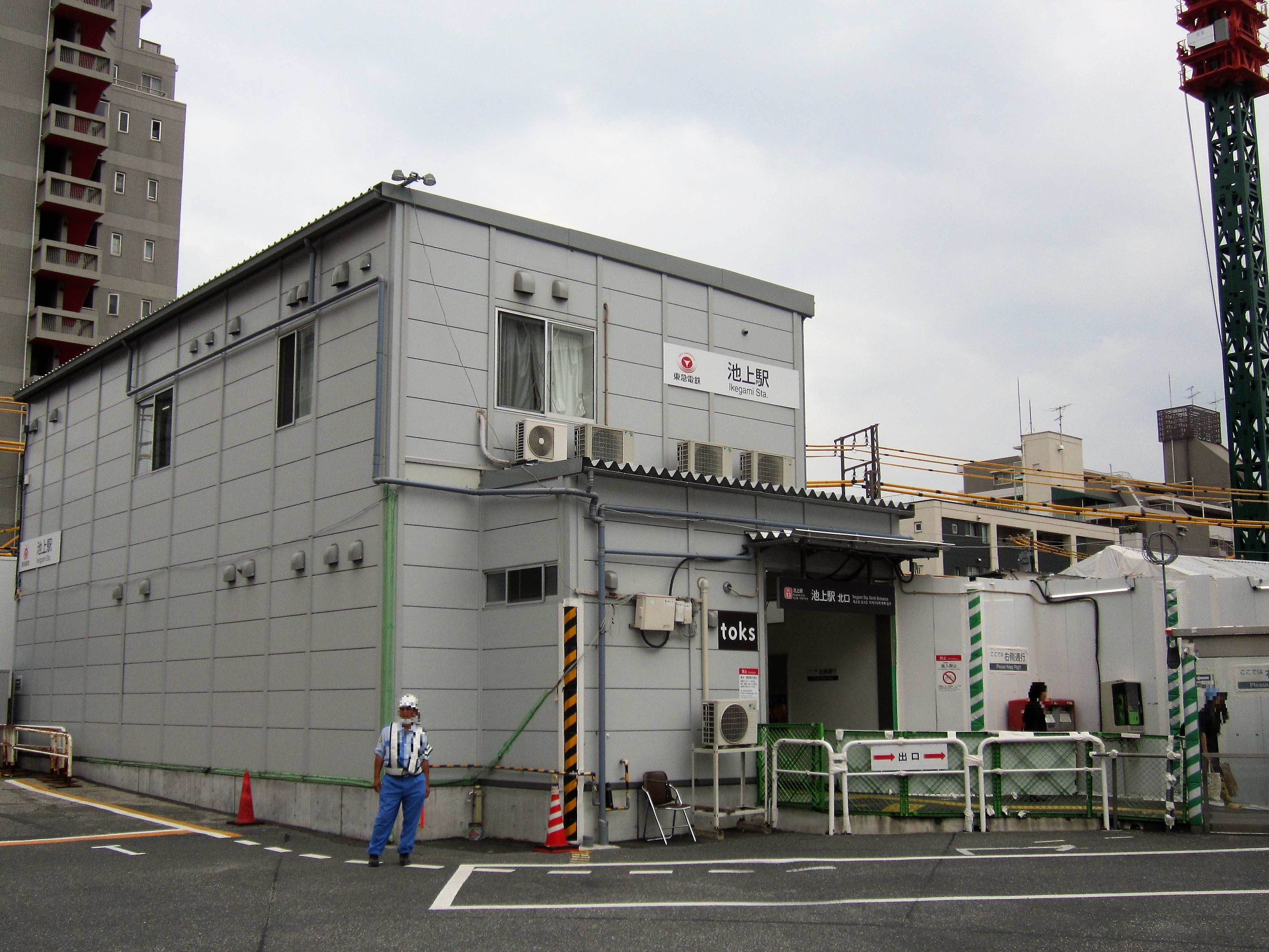
仮駅舎（2019年6月）
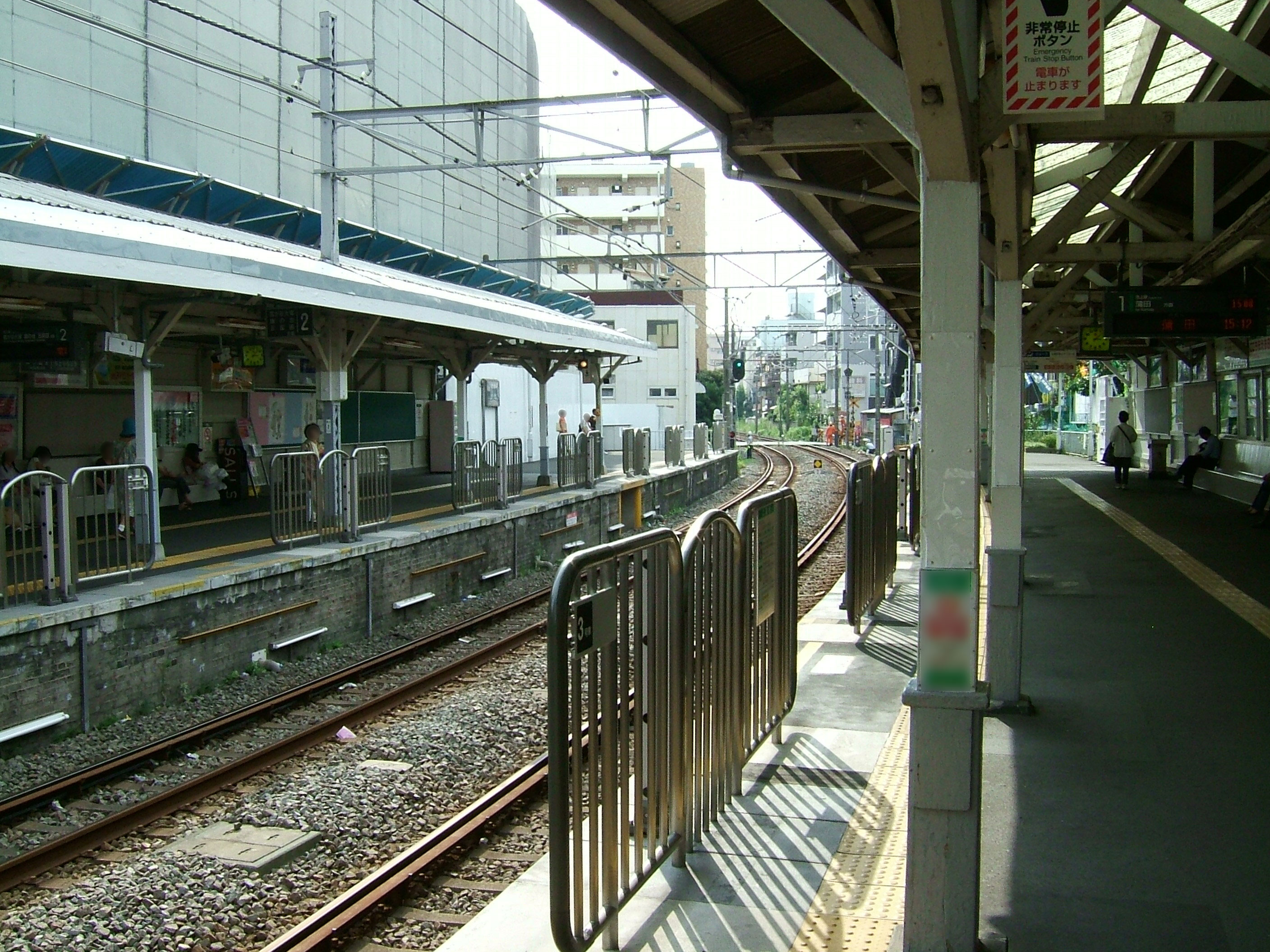
ホーム（2008年8月）
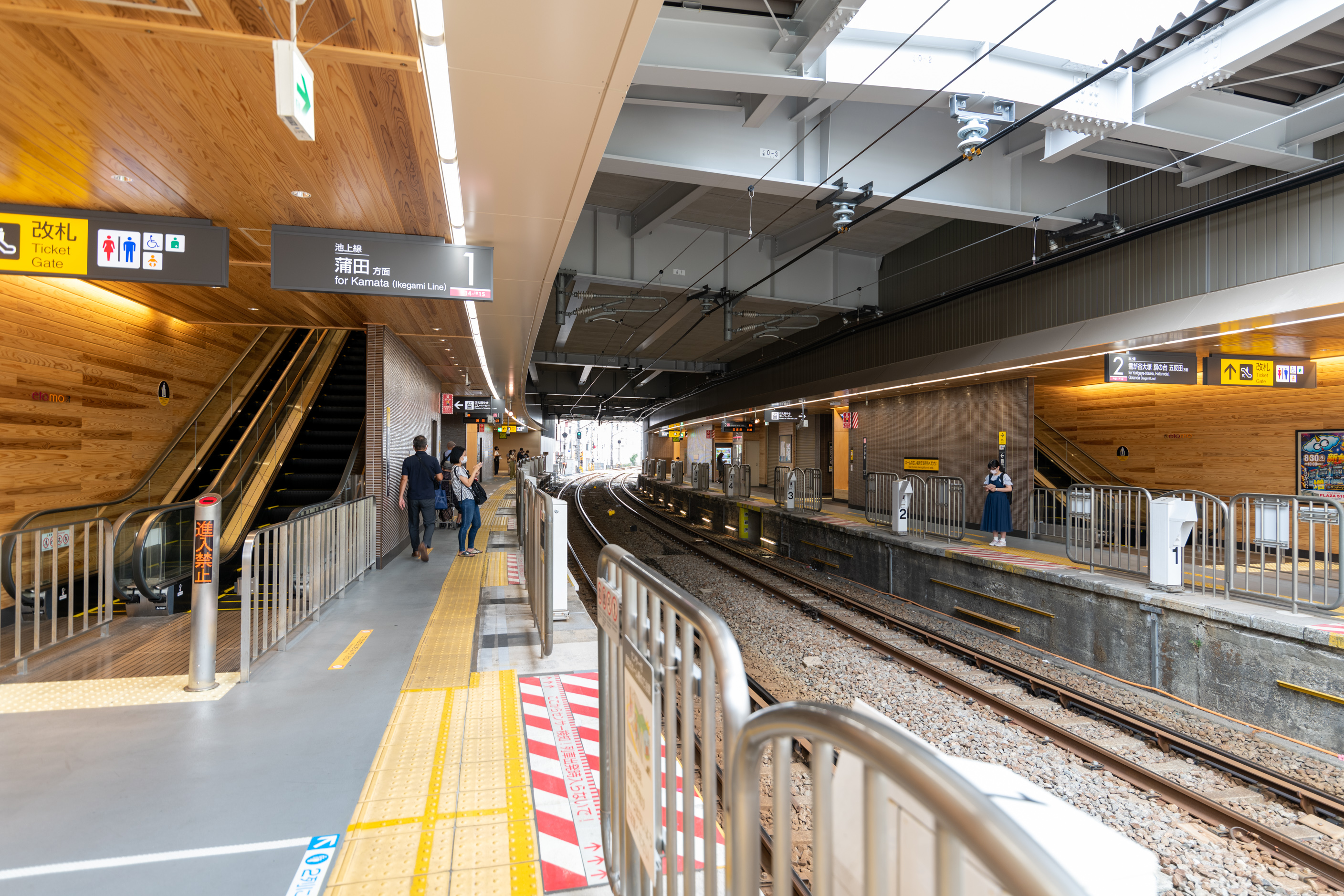
ホーム（2021年8月）
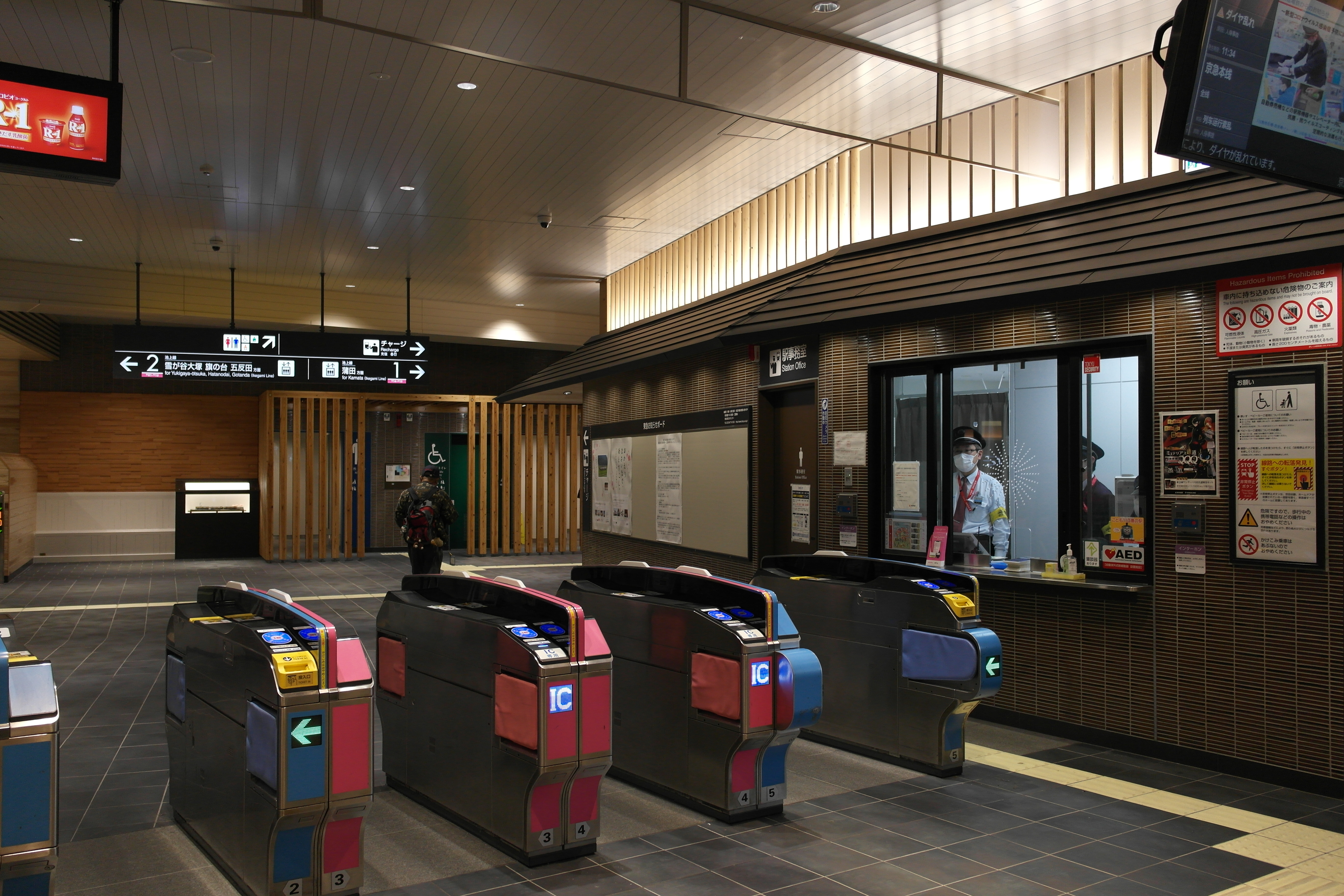
改札口（2021年3月）
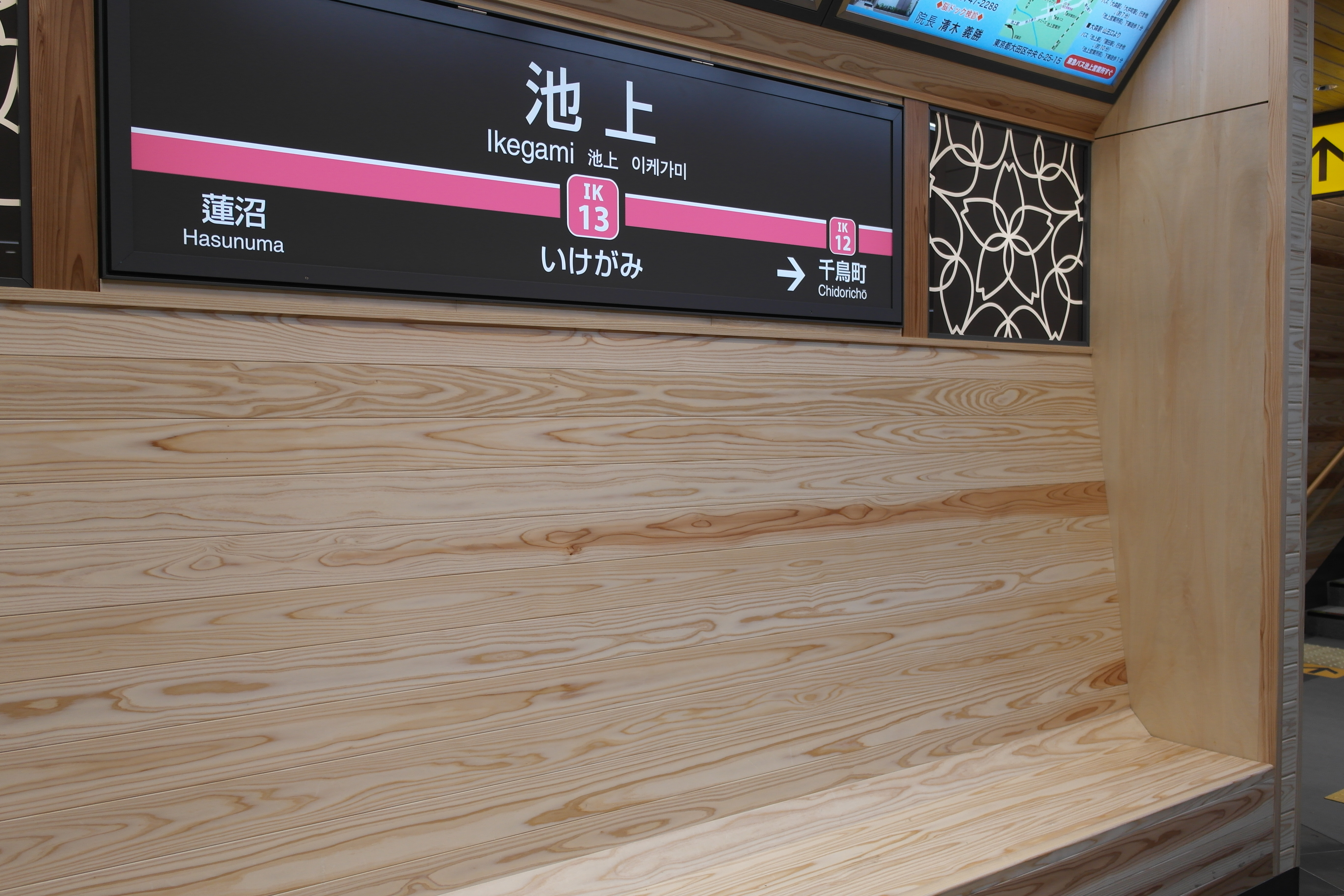
木調化したホームの壁とベンチ（2021年3月）
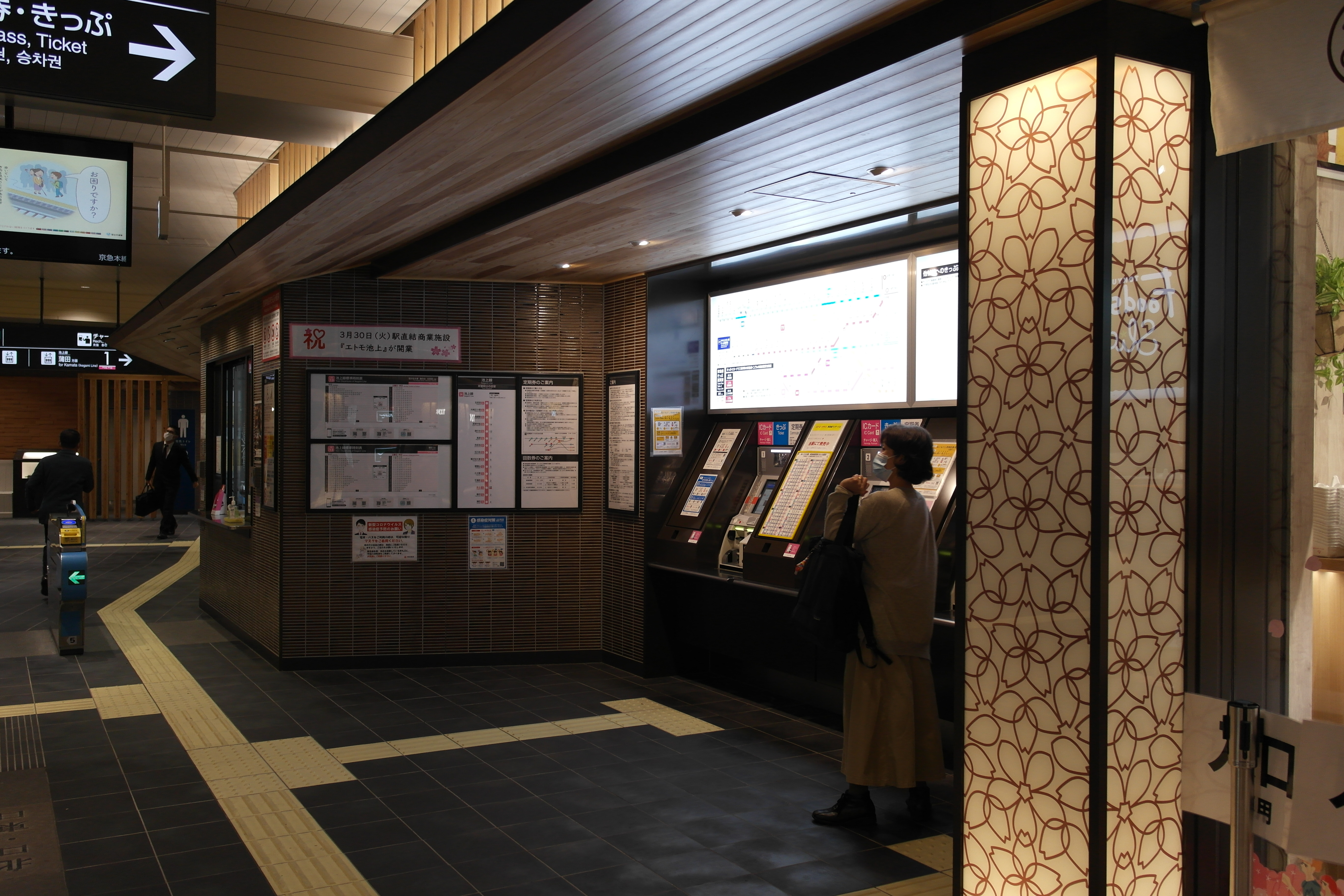
庇状の天井屋根が付く券売所（2021年3月）

## 利用状況
2024年度（令和6年度）の1日平均乗降人員は35,181人である。五反田、蒲田両ターミナル駅を除き池上線中最多である。
近年の1日平均乗降・乗車人員の推移は以下の通り。
| 年度               | 1日平均 乗降人員 | 1日平均 乗車人員 | 出典     |
| ------------------ | ---------------- | ---------------- | -------- |
| 1990年（平成02年） |                  | 18,663           | [ * 1 ]  |
| 1991年（平成03年） |                  | 18,587           | [ * 2 ]  |
| 1992年（平成04年） |                  | 18,342           | [ * 3 ]  |
| 1993年（平成05年） |                  | 18,238           | [ * 4 ]  |
| 1994年（平成06年） |                  | 18,074           | [ * 5 ]  |
| 1995年（平成07年） |                  | 17,893           | [ * 6 ]  |
| 1996年（平成08年） |                  | 17,638           | [ * 7 ]  |
| 1997年（平成09年） |                  | 17,466           | [ * 8 ]  |
| 1998年（平成10年） |                  | 16,748           | [ * 9 ]  |
| 1999年（平成11年） |                  | 16,456           | [ * 10 ] |
| 2000年（平成12年） |                  | 16,312           | [ * 11 ] |
| 2001年（平成13年） |                  | 16,123           | [ * 12 ] |
| 2002年（平成14年） | 30,739           | 15,978           | [ * 13 ] |
| 2003年（平成15年） | 31,170           | 16,117           | [ * 14 ] |
| 2004年（平成16年） | 31,763           | 16,068           | [ * 15 ] |
| 2005年（平成17年） | 31,664           | 16,057           | [ * 16 ] |
| 2006年（平成18年） | 32,904           | 16,266           | [ * 17 ] |
| 2007年（平成19年） | 33,307           | 16,828           | [ * 18 ] |
| 2008年（平成20年） | 33,947           | 17,129           | [ * 19 ] |
| 2009年（平成21年） | 33,580           | 16,942           | [ * 20 ] |
| 2010年（平成22年） | 33,764           | 17,014           | [ * 21 ] |
| 2011年（平成23年） | 33,276           | 16,773           | [ * 22 ] |
| 2012年（平成24年） | 33,862           | 17,052           | [ * 23 ] |
| 2013年（平成25年） | 34,257           | 17,227           | [ * 24 ] |
| 2014年（平成26年） | 34,252           | 17,241           | [ * 25 ] |
| 2015年（平成27年） | 35,324           | 17,781           | [ * 26 ] |
| 2016年（平成28年） | 35,850           | 18,014           | [ * 27 ] |
| 2017年（平成29年） | 36,671           | 18,436           | [ * 28 ] |
| 2018年（平成30年） | 36,929           | 18,518           | [ * 29 ] |
| 2019年（令和元年） | 36,564           | 18,350           | [ * 30 ] |
| 2020年（令和02年） | 27,763           |                  |          |
| 2021年（令和03年） | 30,775           |                  |          |
| 2022年（令和04年） | 32,969           |                  |          |
| 2023年（令和05年） | 34,089           |                  |          |
| 2024年（令和06年） | 35,181           |                  |          |

## 駅周辺
- 池上本門寺
- 池上梅園
- 池上郵便局
- 東京都立大森高等学校
- 東急バス池上営業所
- 尾上部屋
- 大田区立池上小学校
- 大森第四中学校

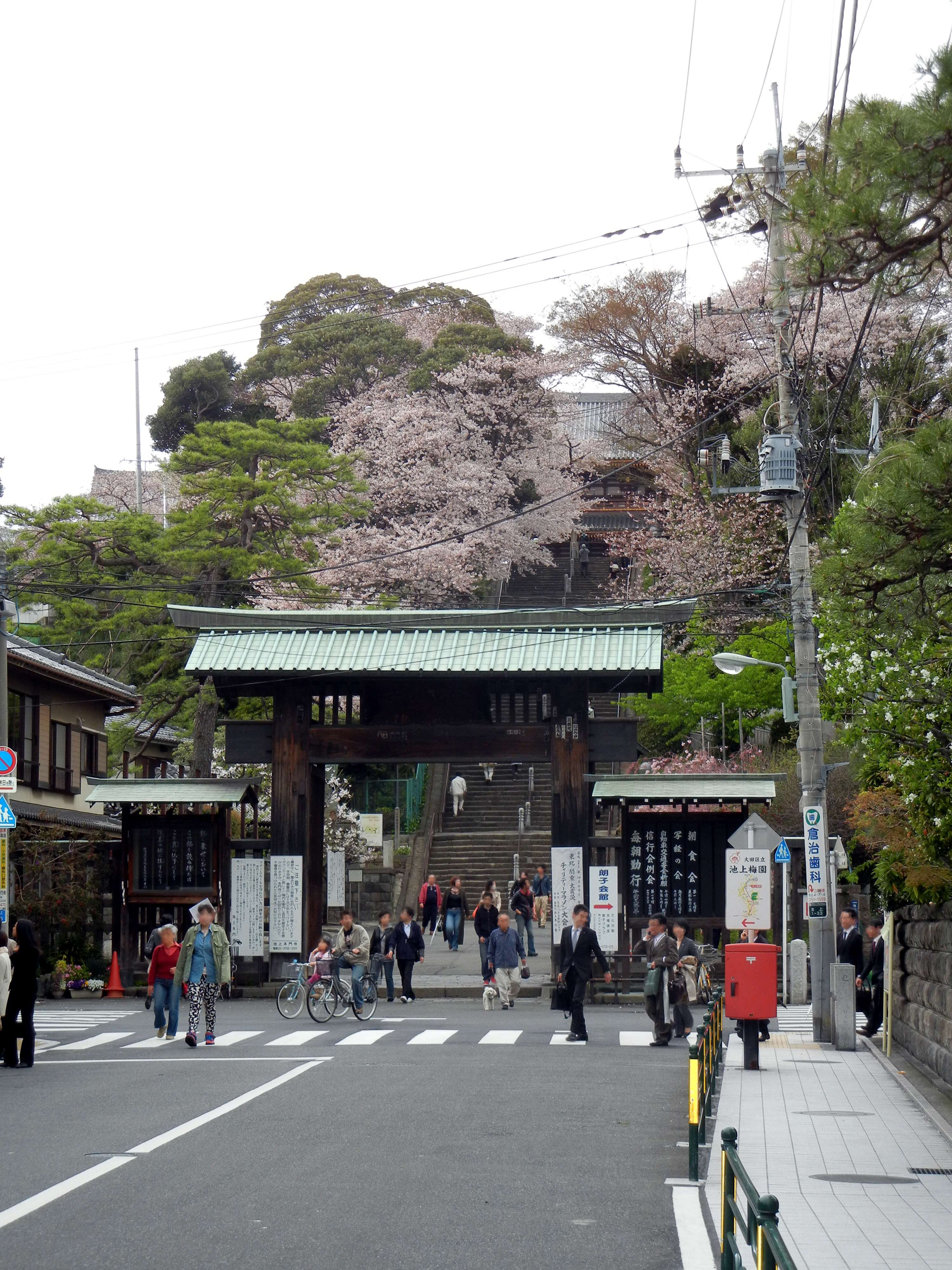
池上本門寺

東急は大田区役所や東京都庁と連携して、周辺で空き家リノベーションなど街づくり事業を進めている。
西島三重子の代表曲である「池上線」の2番の歌詞の中にある「角のフルーツショップ」は駅前に実際にあった青果店のことを指している（現在はケンタッキー・フライド・チキン池上店に変わっている）。

## バス路線
毎年10月12日夕刻からは池上本門寺お会式のため大規模交通規制が行われ駅周辺も車両通行禁止となる。通常は駅構内に進入する路線バスも規制境界近くのバス停で折返し運行となる。
停留所名は「池上駅前」。全路線東急バス池上営業所が運行する。
- 1番のりば
  - 品94：大森駅・大井町駅 品川駅行
  - 井03・井09：大森駅 大井町駅行
  - 森04・森05：大森駅・大森操車所行
  - 森07：大森駅方面 上池上循環内回り
  - 池上営業所行
- 2番のりば
  - 品94・井03：蒲田駅行
  - 蒲01：六郷土手行（早朝出庫便）
- 3番のりば
  - 森06：本門寺裏・馬込駅方面 上池上循環外回り
- 5番のりば
  - 森05：洗足池ゆき
  - 蒲12：田園調布駅ゆき（早朝出庫便）

以前は渋谷駅、代田四丁目、田園調布駅、羽田空港、東京駅、荏原町駅入口行バスも存在した。

## 隣の駅
東急電鉄
 池上線
千鳥町駅 (IK12) - 池上駅 (IK13) - 蓮沼駅 (IK14)

### 記事本文

### 利用状況
東京都統計年鑑
1. ↑  東京都統計年鑑（平成2年）
2. ↑  東京都統計年鑑（平成3年）
3. ↑  東京都統計年鑑（平成4年）
4. ↑  東京都統計年鑑（平成5年）
5. ↑  東京都統計年鑑（平成6年）
6. ↑  東京都統計年鑑（平成7年）
7. ↑  東京都統計年鑑（平成8年）
8. ↑  東京都統計年鑑（平成9年）
9. ↑  東京都統計年鑑（平成10年） (PDF)
10. ↑  東京都統計年鑑（平成11年） (PDF)
11. ↑  東京都統計年鑑（平成12年）
12. ↑  東京都統計年鑑（平成13年）
13. ↑  東京都統計年鑑（平成14年）
14. ↑  東京都統計年鑑（平成15年）
15. ↑  東京都統計年鑑（平成16年）
16. ↑  東京都統計年鑑（平成17年）
17. ↑  東京都統計年鑑（平成18年）
18. ↑  東京都統計年鑑（平成19年）
19. ↑  東京都統計年鑑（平成20年）
20. ↑  東京都統計年鑑（平成21年）
21. ↑  東京都統計年鑑（平成22年）
22. ↑  東京都統計年鑑（平成23年）
23. ↑  東京都統計年鑑（平成24年）
24. ↑  東京都統計年鑑（平成25年）
25. ↑  東京都統計年鑑（平成26年）
26. ↑  東京都統計年鑑（平成27年）
27. ↑  東京都統計年鑑（平成28年）
28. ↑  東京都統計年鑑（平成29年）
29. ↑  東京都統計年鑑（平成30年）
30. ↑  東京都統計年鑑（平成31年・令和元年）

東急電鉄の1日平均利用客数
1. 1 2 3  東急電鉄株式会社. “2024年度乗降人員 ｜東急電鉄”. 2025年5月21日閲覧。
2. ↑  東急電鉄株式会社. “2020年度乗降人員 ｜東急電鉄”. 2023年6月17日閲覧。
3. ↑  東急電鉄株式会社. “2021年度乗降人員 ｜東急電鉄”. 2023年6月17日閲覧。
4. ↑  東急電鉄株式会社. “2022年度乗降人員 ｜東急電鉄”. 2023年6月17日閲覧。
5. ↑  東急電鉄株式会社. “2023年度乗降人員 ｜東急電鉄”. 2024年6月8日閲覧。